# رادومیروویتسه
رادومیروویتسه (به لهستانی:  Radomierowice) یک روستا در لهستان است که در گمینا موروو واقع شده‌است.